# Abdul Rahman Ghassemlou
Abdul Rahman Ghassemlou (kurd: عەبدوڕەحمان قاسملوو, Ebdurehman Qasimlú) (Urmia, 22 de desembre de 1930 – 13 de juliol de 1989) fou un dirigent polític kurd iranià.
Era fill de Muhammad Vesugh, un ric terratinent kurd de la tribu Shahak. Va estudiar a una escola alcorànica a Urmia i després estudis universitaris a França i a Txecoslovàquia on va conèixer a Helen Krulich amb la qual es va casar i va tenir dues filles, Mina (1953) i Hewa (1955).
Va tornar al Kurdistan el 1952 i durant uns anys fou un actiu militant kurd a les files del Partit Democràtic del Kurdistan Iranià. El 1973 fou elegit secretari general del partit al tercer congrés i després reelegit algunes vegades. Va donar suport a la revolució contra el xa Reza Pahlevi el 1979, i quan Khomeini no va reconèixer els drets kurds es va revoltar contra aquest que va declarar als kurds la guerra santa; els kurds van patir massacres i execucions, moltes de membres del partit, que van durar fins al 1984. Ghassemlou es va exiliar a Europa. Des de 1980 a 1988 la guerra Iran-Iraq va amagar el conflicte kurd. Acabada la guerra el govern iranià va decidir negociar i es van celebrar diverses entrevistes a Viena (28 i 30 de desembre de 1988, 20 de gener i 13 de juliol de 1989).
A la darrera reunió del 13 de juliol la delegació iraniana la formaven Mohamed Jafar Sahraroudi, Hadi Mustafawi i Amir Mansur Bozorgian, i la kurda Abdullah Ghaderi Azar, Fadhil Rassul i el mateix Ghassemlou. Els tres iranians van matar els tres kurds i van poder escapar tranquil·lament. Ghassemlou fou enterrat a París el dia 20. El govern austríac no va denunciar a la república islàmica per aquests assassinats i va permetre el retorn a l'Iran dels tres assassins, un lliurement, un altres expulsat, i el tercer després d'estar uns mesos refugiat a l'ambaixada. No hi va haver investigació. El vicesecretari general, Sadegh Sharafkandi, va ocupar el lloc de Ghassemlou.